# 스컬: 더 히어로 슬레이어
스컬: 더 히어로 슬레이어(Skul: The Hero Slayer)는 사우스포게임즈에서 개발하고 네오위즈에서 퍼블리싱한 로그라이크 액션 플랫폼 게임이다. 이 게임은 2021년 1월 21일 마이크로소프트 윈도우, macOS 및 리눅스용으로 출시되었고 2021년 10월 21일 엑스박스 원, 닌텐도 스위치 및 플레이스테이션 4 용으로 출시되었다. 게임에서 플레이어는 '스컬(리틀본)'이라는 스켈레톤을 조종하여 초대 용사를 무찌르고 칼레온 제국으로부터 마왕을 구하는 것이 목적이다. 플레이어는 스컬의 머리를 제거하고 다른 두개골로 교체해서 새로운 능력을 얻을 수 있다. 이 게임은 출시 후 긍정적인 평가를 받았다.

## 게임 플레이
스컬: 더 히어로 슬레이어는 로그라이크 요소가 포함된 2D 횡스크롤 액션 플랫포머 게임이다. 플레이어는 마왕 군대의 병사인 살아있는 스켈레톤 스컬(리틀본)을 조종한다. 플레이어는 무작위로 생성된 레벨을 통과하여 마왕성의 주민들을 구출해야 한다. 스컬은 뼈를 들고 적을 공격하고, 공격을 피하고, '두개골 투척' 스킬을 써서 적에게 피해를 입히고 '머리가 본체' 스킬로 자신의 해골이 떨어진 곳으로 순간이동할 수 있다. 플레이어는 머리를 다른 해골로 교체하여 새로운 능력을 얻을 수 있다. 스컬은 한 번에 최대 두 개의 머리를 장착할 수 있으며 전투 중 다른 스컬로 교대할 수 있다.
레벨은 절차적으로 생성되며 세 단계마다 보스가 있다. 각 레벨 끝에 갈 때마다 스컬은 두 개의 문 중에서 선택할 수 있다. 레벨에 따라 새로운 머리, 골드, 상점, 또는 골드를 체력이나 유용한 아이템과 교환할 수 있는 영역이 포함될 수 있다.

## 평가
리뷰 애그리게이터 사이트인 메타크리틱에 의하면 이 게임은 일반적으로 호평을 받았다. IGN의 트래비스 노스럽은 이 게임을 데드셀 및 젤다의 전설 무쥬라의 가면과 비교해서 스컬의 플레이 스타일의 다양성을 칭찬하는 동시에 게임의 보스가 반복적이라고 비판했다. 닌텐도 월드 리포트의 알렉스 오로나는 게임의 음악과 전투가 빠르게 진행되는 점을 좋아했지만 스토리가 단순하다고 지적했다. 폴리곤의 벤 쿠체라는 적의 행동과 전투를 즐겼고, 그것이 스토리가 제대로 번역되지 않은 것과 음악이 반복적인 것보다 중요하다고 말했다.

## 스컬
- 리틀본
- 스켈레톤-검
- 스켈레톤-창
- 스켈레톤-방패
- 웨어울프
- 칼레온 신병
- 좀도둑
- 엔트 스컬
- 돌원숭
- 무덤지기
- 마법사
- 노예
- 바이킹
- 경비대장
- 미라
- 가고일
- 빙하의 스컬
- 미노타우로스
- 워리어
- 헌터
- 라이더
- 진
- 광대
- 스켈레톤-폭탄병
- 워터 스컬
- 연금술사
- 구울
- 무관
- 락스타
- 사무라이
- 닌자
- 다크 팔라딘
- 버서커
- 약탈자
- 리빙아머
- 죄수
- 대마도사
- 고행자
- 그림리퍼
- 챔피언
- 야차
- 아크리치
- 겜블러
- 데비존스
- 잊혀진 왕
- 지배자